# Gällivarehäng
Gällivarehäng är en skämtsam benämning på skicket att ha byxorna löst hängande så att en säckig utbuktning bildas.
Begreppet gällivarehäng har sitt upphov i att gruvarbetare som handlastade järnmalm i Malmbergsgruvan bar löst skurna byxor som var lättare att arbeta i, eftersom de inte stramade åt baktill eller bildade en glipa då arbetarna böjde sig ned (vilket var den normala arbetsställningen som handlastare). Handlastaren var tvungen att böja sig ner för att fylla och lyfta fyllfatet (som en stor sopskyffel med två handtag på sidorna) med järnmalm när han lastade. Gruvarbetarna beställde byxor med rymlig bak hos handlare i Gällivare, dessa beställde specialsydda byxor söderifrån och skärningen blev känd som "Gällivarehäng". Byxorna bars oftast med breda hängslen.
Ett vanligt missförstånd är att gällivarehäng innebär att man exponerar dalen mellan skinkorna, vilket istället kallas raggarskåra. Gruvarbetarna bar sina byxor upp till midjan. Det engelska uttrycket sagging, vilket innebär att byxorna är nedhasade så att underkläderna syns, är heller inte detsamma som gällivarehäng.
Begreppet "gällivarehäng" är belagt i svenska språket sedan 1963.